# Constantin Ion Parhon
Constantin Ion Parhon, né le 15 octobre 1874 à Câmpulung et mort le 9 août 1969 à Bucarest, est un scientifique et homme d'État roumain, chef de l'État de 1947 à 1952.
Il est le président du Présidium provisoire de la République populaire roumaine du 30 décembre 1947 au 13 avril 1948, puis président du Présidium de la Grande Assemblée nationale du 13 avril 1948 au 12 juin 1952.

## Biographie
Il fait ses études à Bucarest, où il fait son doctorat en médecine. Il est président de la Société des médecins et naturalistes de Iași, directeur d'hôpitaux, professeur, directeur d'instituts de médecine et membre de l'Académie roumaine. Il est docteur honoris causa de l'université Caroline de Prague en 1948. 
Neuropsychiatre et endocrinologue, C.I. Parhon enseigne la neurologie et la psychiatrie à la faculté de médecine de l'université Alexandru Ioan Cuza de Iași (1912-1933), et, à partir de 1933, l'endocrinologie à la faculté de médecine de l'université de Bucarest. Parhon est le fondateur de l'école roumaine d'endocrinologie. En 1909 C. I. Parhon signe avec M. Goldstein le premier livre sur l'endocrinologie, Secrețiile interne (Sécrétions Internes). Plus tard, il publie un manuel d'endocrinologie, cosigné avec M. Goldstein et St. M. Milcu (3 volumes, 1945-1949). Parhon publie plus de 400 articles et est connu pour son esprit encyclopédique. À côté de ce travail, ses autres œuvres connues sont L'âge avancé et son traitement (1948), La biologie de l'âge (1955), et Travaux choisis (5 volumes, 1954-1962).
C. I. Parhon est membre et président de l'Académie nationale roumaine et d'autres sociétés scientifiques. Il reçoit le titre de « héros du travail socialiste » et le prix de l'État. Il aime être appelé « citoyen-scientifique ».
Après 1921, il est attiré par les idées du Parti communiste roumain nouvellement créé. Des années plus tard, il proteste contre la participation de la Roumanie à la Seconde Guerre mondiale. En novembre 1944, il devient président de l'association roumaine pour le resserrement des liens avec l'Union soviétique. Il est représentant au Parlement de 1946 à 1961.
Après l'abdication du roi Michel le 30 décembre 1947, l'assemblée des députés adopte la loi no 363, par laquelle la Roumanie devient une république populaire, et la constitution de 1866 (avec les grands amendements en 1923) est abrogée. La même loi prévoit un présidium composé de cinq membres (élus par l'assemblée des députés) pour exercer le pouvoir de l'État. Parhon devient très rapidement le président du présidium, exerçant une fonction importante dans l'État.
Le 13 avril 1948, le Parlement adopte une nouvelle Constitution, d'après le modèle soviétique, qui confie le pouvoir suprême à la Grande Assemblée nationale, qui élit à son tour un présidium, composé d'un président, trois vice-présidents, un secrétaire et 14 membres. Parhon est élu le même jour comme président du présidium, il remplit alors les fonctions d'un chef de l'État mais le vrai pouvoir est exercé par les dirigeants du parti communiste.
Il démissionne de son poste en juin 1952, et dédie le reste de sa vie à la recherche scientifique. Il est enterré dans le hall circulaire du « monument des héros pour la liberté du peuple et de la mère-patrie, pour le socialisme » dans le parc Carol, à Bucarest. En 1991, ses restes ont été exhumés et enterrés dans un cimetière de la capitale roumaine.